# Champeaux-sur-Sarthe
Champeaux-sur-Sarthe é uma comuna francesa na região administrativa da Normandia, no departamento Orne. Estende-se por uma área de 9,61 km². Em 2010 a comuna tinha 169 habitantes (densidade: 17,6 hab./km²).